# Sabal domingensis
Sabal domingensis är en enhjärtbladig växtart som beskrevs av Odoardo Beccari. Sabal domingensis ingår i släktet Sabal och familjen Arecaceae. Inga underarter finns listade i Catalogue of Life.